# Coccothraustini
I Coccothraustini Swainson, 1831 sono una tribù di uccelli passeriformi della famiglia Fringillidae.

## Etimologia
Il nome scientifico della tribù deriva da quello del frosone comune, Coccothraustes coccothraustes.

## Descrizione
Alla tribù vengono ascritte specie di dimensioni medio-piccole (attorno ai 20 cm di lunghezza), ma che in seno ai fringillidi risultano dei veri e propri giganti, tanto che il frosone dal collare rappresenta il fringillide di maggiori dimensioni coi suoi 24 cm di lunghezza e 83 g di peso, venendo addirittura superato nel peso da singoli esemplari di frosone vespertino (86,1 g), mediamente però più piccoli.
Caratteristica comune a tutte le specie è il becco molto tozzo e massiccio, la grossa testa arrotondata, le ali appuntite e l'aspetto generale robusto: il piumaggio è generalmente sobrio, dominato dalle tonalità del bruno-giallastro o del grigio, con presenza di cappucci o mascherine più scuri o neri e con dimorfismo sessuale legato ai colori più vividi nei maschi rispetto alle femmine. Alla base del becco, attorno alla mascella, è presente un anello di piumino setoloso che nasconde le narici.

## Biologia
I frosoni sono uccelli diurni che all'infuori del periodo riproduttivo si spostano da soli o in gurppetti, mentre durante il periodo degli amori sono rigidamente monogami e delimitano un territorio che viene difeso tenacemente da intrusi. La loro dieta si compone perlopiù di semi, noccioli e granaglie, che vengono facilmente frantumati dal forte becco appositamente evoluto: i giovani, invece, vengono alimentati dai genitori anche con invertebrati, dei quali gli adulti si nutrono raramente.

## Distribuzione e habitat
Le specie ascritte a questa tribù hanno distribuzione olartica, essendo diffuse in Eurasia (Coccothraustes), Estremo Oriente (Mycerobas ed Eophona) e Nordamerica (Hesperiphona). Il loro habitat è rappresentato dalle aree alberate dove trovare il cibo, e tutte le specie possono compiere migrazioni anche di una certa entità legate alla stagionalità dei semi di cui si nutrono.

## Tassonomia
Alla tribù vengono ascritti i seguenti generi e specie:
Tribù Coccothraustini
- Genere Mycerobas
  - Mycerobas affinis (Blyth, 1855) - frosone dal collare
  - Mycerobas carnipes (Hodgson, 1836) - frosone alibianche
  - Mycerobas icterioides (Vigors, 1831) - frosone giallonero
  - Mycerobas melanozanthos (Hodgson, 1836) - frosone alimacchiate
- Genere Hesperiphona
  - Hesperiphona vespertina (Cooper W, 1825) - frosone vespertino americano
  - Hesperiphona abeillei (Lesson, 1839) - frosone dal cappuccio
- Genere Coccothraustes
  - Coccothraustes coccothraustes (Linnaeus, 1758) - frosone comune
- Genere Eophona
  - Eophona migratoria Hartert, 1903 - frosone codanera
  - Eophona personata (Temminck e Schlegel, 1848) - frosone mascherato

Nonostante il nome comune, né i frosoni hawaiiani del genere Chloridops, né il frosone delle Bonin, il frosone di Sao Tomé e i frosoni arabi del genere Rhynchostruthus appartengono a questo taxon, ed i caratteri di somiglianza coi frosoni propriamente detti sono frutto unicamente di convergenza evolutiva piuttosto che di stretta parentela od origine comune.
La tribù dei Coccothraustini si annida all'interno della sottofamiglia Carduelinae, nell'ambito della quale rappresenta un clade molto basale e distante da tutti gli altri.